# パッサカリアとフーガ
パッサカリア ハ短調（Passacaglia c-Moll） BWV 582は、ヨハン・ゼバスティアン・バッハが作曲したオルガン曲。作曲時期については諸説あるが、ヴァイマール時代以前の初期の頃のものとみられている。
この作品はバッハ自身の手ではなく、「アンドレアス・バッハ本」の名で知られる筆写譜で伝承されている。兄ヨハン・クリストフによるこの筆写譜は、当時著名だったオルガン奏者の代表曲に加えて、有名な「小フーガ ト短調」（BWV 578）やパッサカリアなどゼバスティアンの初期作品15曲を含んでいる。のちにゼバスティアンの甥ヨハン・アンドレアスが所有したため、この名で呼称される。フィリップ・シュピッタはパッサカリアの成立年代を、ヴァイマル時代の中でも円熟期といえる1714年頃と想定した。しかし20世紀の学者は、同じくクリストフが1705年-1713年に筆写した「メラー手稿譜」と比較検討した結果、パッサカリアを書いたクリストフの筆跡が「メラー手稿譜」後期と酷似することから、シュピッタの予想より早いヴァイマル初期の1710年頃に筆写したものと判断した。
この作品はパッサカリアとフーガの2部構成である。前半のパッサカリアは、8小節におよぶ主題の変奏を20回にわたって繰り返す。パッサカリアの低音主題の前半はフランスの作曲家アンドレ・レゾン（1650年以前 - 1719年）が1688年に出版した「オルガン曲集第1巻」に載った「第2旋法によるオルガン・ミサ」中の『パッサカリアによるトリオ』と『シャコンヌによるトリオ』の低音主題と同じである。また、この主題の最初の10音は、ニ短調に移調すれば聖霊降臨後第10主日ミサの聖体拝領唱Acceptabis sacrificium（Liber Usualis p.1023）の冒頭と一致する。レゾンの主題は4小節だが、バッハは8小節に拡張した。パッサカリアの伝統にのっとり、アウフタクトで始まる3/4拍子の主題をペダルに置いた。

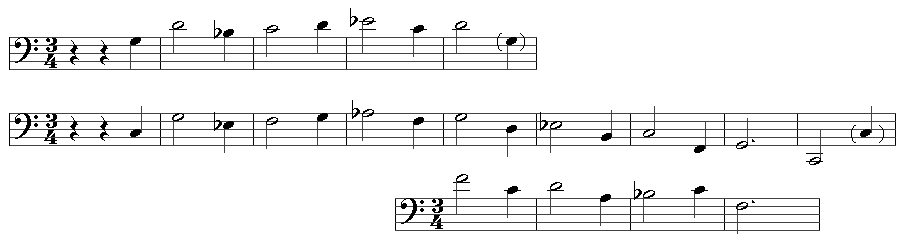
バッハの主題(中央)と、元になったと考えられるレゾンの『パッサカリアによるトリオ』の主題(上)と『シャコンヌによるトリオ』の主題(下)。バッハは2つの主題を組み合わせたことがわかる

## 構成

### パッサカリア
序盤から中盤にかけての168小節にわたる主題提示部と20の変奏は、5変奏ごとに4つの節に分けられ、次のようになる。
- 0.主題提示。

#### 第1節
- 1.シンコペーションをともなう和声で装飾する。上昇音形で明るい和音からなる。
- 2.同じリズムパターンだが、逆に下降音形、こもる和音からなる。
- 3.八分音符の上昇・下降が連続する走句。
- 4.八分・十六分・十六分音符の躍動するリズムパターンによる上昇音形の連続。
- 5.主題の弱拍が十六分・十六分の跳躍に変形し、第1節を締めくくる。装飾は十六分・十六分・八分音符のロンバルディア・リズム。

#### 第2節
- 6.再び主題が原型に戻り、第2節に移る。装飾は十六分音符の上昇走句が呼応する。
- 7.第1・2変奏と同様、第6変奏とペアを組む。逆に下降走句の呼応。
- 8.走句の下に同時進行する副旋律が付随する
- 9.主題の弱拍が十六分休符＋十六分音符3個に変形。装飾のリズムパターンも同様に倣い、呼応する。
- 10.第2節の締めくくり。主題の弱拍に休符が入る。装飾は走句で上昇下降を繰り返す。

#### 第3節
- 11.第3節では主題がペダルから離れる。ソプラノに移動し、アルトが下降走句で下から装飾する。
- 12.主題はソプラノのまま、装飾はアウフタクトで呼応しつつ、半音を多用して和声を重ねる。
- 13.主題はアルトへ。十六分音符4個を頭に置いたリズムパターンが呼応する。
- 14.主題はアルトのままだが、音価を起点とした走句に変形する。これに装飾が走句でエコーを作る。
- 15.主題を変形する第3節を締めくくる。主題を上下反転し、これを起点とした上昇アルペジオとなる。

#### 第4節
- 16.最後の第4節は主題がペダルに戻る。上声部は十六分音符が重なり合い、和声的な進行を生んでいる。
- 17.三連符の走句が呼応しあう、華やかな変奏。
- 18.主題の弱拍の頭に八分休符が入る。装飾も付点四分＋十六分2個の厳しいリズムで和声を連ねる。
- 19.三声での和音と走句の応酬
- 20.さらに四声となり、重厚な和音と走句を重ねて変奏を終える。

### フーガ
変奏の後に続くフーガは四声の三重フーガで、パッサカリア部の主題に加えて、八分音符によるリズムパターン(第1対唱)と十六分音符の華やかな走句(第2対唱)から成る。終盤には変奏に用いられたアウフタクトのリズムやアルペジオの呼応、半音を交えた不協和音も加わる。クライマックスは和音の連続をいったん285小節のナポリの六の和音で断ち切り、主題を含まないコーダで終了する。最後の2小節はアダージョで重々しく締めくくる。

## 編曲
オットリーノ・レスピーギとレオポルド・ストコフスキーは管弦楽用の編曲を残している。
また、オイゲン・ダルベール、ゲオルギー・カトゥアール、アワダジン・プラットなどはピアノ独奏用、そしてマックス・レーガー、ブゾーニの弟子ジノ・ターリアピエトラ（Gino Tagliapietra、1887年–1955年）などは2台ピアノ用の編曲を残している(詳細はを参照)。
なお、ブゾーニはバッハのオルガン曲をピアノ用に編曲する手法について論じた書"Von der Übertragung Bach'scher Orgelwerke auf das Pianoforte"（1894年）の中で一部のみピアノ用編曲の譜例を残しているが、全曲を編曲することはなかった。